# Kalanchoe velutina
Kalanchoe velutina är en fetbladsväxtart. Kalanchoe velutina ingår i släktet Kalanchoe och familjen fetbladsväxter.

## Underarter
Arten delas in i följande underarter:
- K. v. chimanimanensis
- K. v. dangeardii
- K. v. velutina